# Filokalia

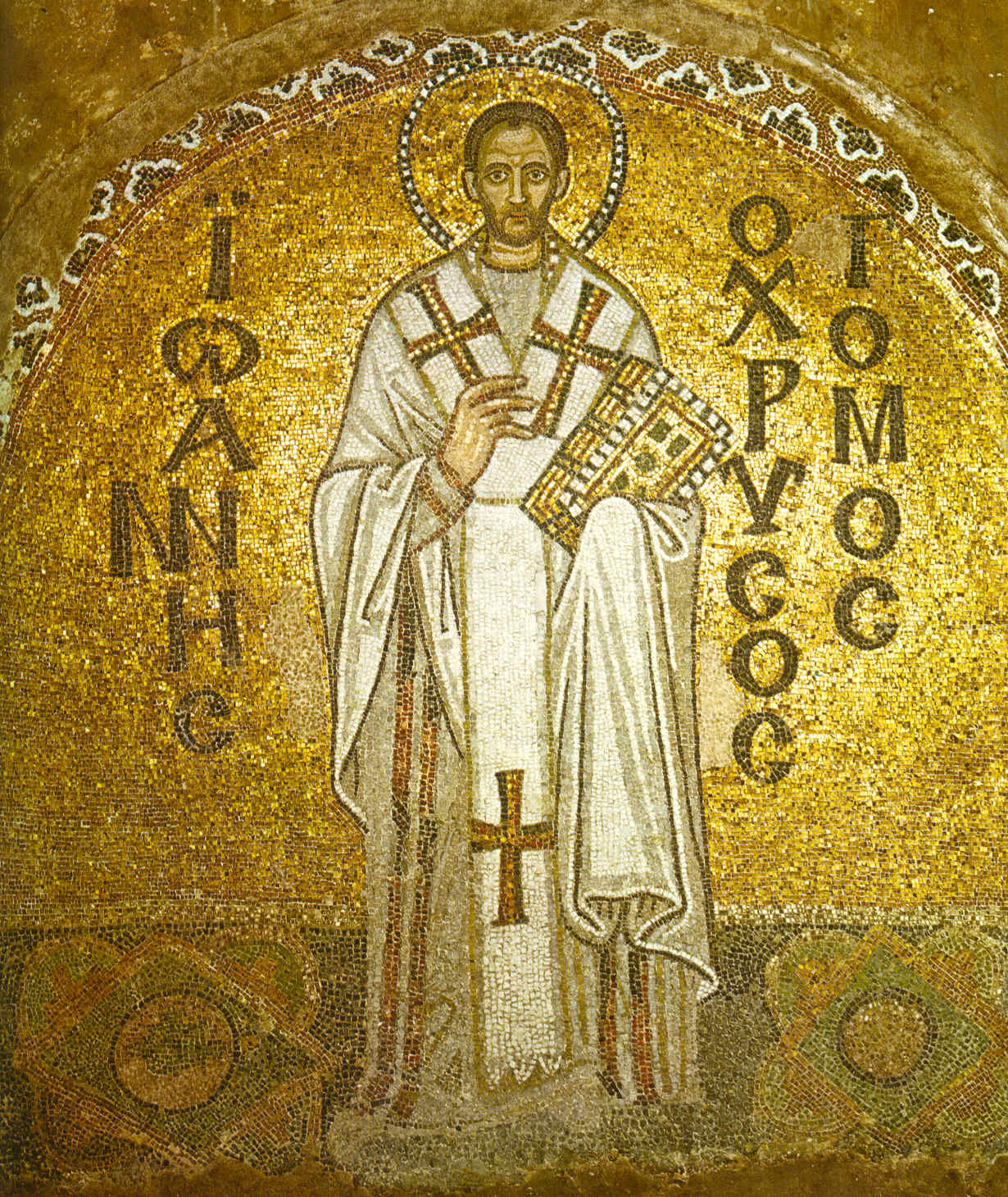
Johannes Chrysostomus in de Hagia Sophia.

Met filokalia (Grieks: Φιλοκαλία, philokaleia, Russisch: Добротолюбие, Dobrotolijoubije), worden verzamelingen van geestelijke teksten van verschillende gezaghebbende mystieke schrijvers bedoeld. Er zijn twee verschillende verzamelingen, een Griekse filokalia en een Slavische filokalia. De Griekse filokalia bestaat vooral uit geschriften van kerkvaders, kluizenaars en gebedsoefenaars uit de eerste eeuwen van het christendom. Enkele voorbeelden van namen zijn Johannes Chrysostomus, Makarios de Grote en Nikiforos. 
De Slavische filokalia brengt vergelijkbare teksten (qua onderwerp en tot op zekere hoogte ook qua benadering) van (veel latere) Slavische heiligen (meestal startsi) bij elkaar.
De teksten waaruit deze verzamelingen bestaan handelen allemaal over de christelijke mystiek, maar zijn onderling zeer verschillend. De meeste zijn zeer praktisch van aard en vormen een soort handleiding voor de strijd tegen de demonen of negatieve neigingen en begeerten in de mens, maar er zijn ook enkele meer theoretische beschouwingen in opgenomen.
Omdat de filokalia-verzamelingen eerder bibliotheken zijn dan boeken (ze bestaan immers uit teksten van zeer veel verschillende auteurs), bieden ze geen eenduidige systematische mystieke theorie zoals de meeste grote mystieke werken van het Westen (Denk aan bijvoorbeeld Theresia van Ávila). 
Een anoniem boekje, De weg van een pelgrim, is het bekendste boek over de (Slavische) filokalia. Het beschrijft het leven van iemand die met de filokalia in aanraking komt en daardoor de weg tot het Jezusgebed vindt.

## Links
- (ru)  Dobrotolyubie, 1788
- (el)  Φιλοκαλία, 1782